# UFC 200
UFC 200 – jubileuszowa, dwusetna gala mieszanych sztuk walki organizacji Ultimate Fighting Championship, która odbyła się 9 lipca 2016, w Las Vegas. W walce wieczoru, zmierzyły się o mistrzostwo UFC wagi koguciej Miesha Tate z Amandą Nunes, zaś w drugiej walce wieczoru, po prawie czteroletniej przerwie od startów w MMA, powrócił były mistrz wagi ciężkiej Brock Lesnar w starciu z Markiem Huntem.

## Wyniki[3]
Walka Wieczoru:
- Walka o mistrzostwo w wadze koguciej:   Miesha Tate –  Amanda Nunes

zwycięstwo Nunes przez poddanie (duszenie zza pleców) runda 1, 3:16
Karta główna
- Waga ciężka:   Brock Lesnar –  Mark Hunt

zwycięstwo Lesnara przez jednogłośną decyzję sędziów
- Waga półciężka:   Daniel Cormier –  Anderson Silva

zwycięstwo Cormiera przez jednogłośną decyzję sędziów
- Walka o tymczasowe mistrzostwo w wadze piórkowej:   José Aldo –  Frankie Edgar

zwycięstwo Aldo przez jednogłośną decyzję sędziów
- Waga ciężka:   Cain Velasquez –  Travis Browne

zwycięstwo Velasqueza przez TKO (uderzenia w parterze) runda 1, 4:57.
Karta wstępna
- Waga kogucia:   Cat Zingano –  Julianna Peña

zwycięstwo Penny przez jednogłośną decyzję sędziów
- Waga półśrednia:   Johny Hendricks –  Kelvin Gastelum

zwycięstwo Gasteluma przez jednogłośną decyzję sędziów
- Waga kogucia:   T.J. Dillashaw –  Raphael Assunção

zwycięstwo Dillashawa przez jednogłośną decyzję sędziów
- Waga lekka:   Sage Northcutt –  Enrique Marín

zwycięstwo Northcutta przez jednogłośną decyzję sędziów
- Waga lekka:   Diego Sanchez –  Joe Lauzon

zwycięstwo Lauzona przez TKO (uderzenia pod siatką) runda 1, 1:26
- Waga średnia:   Gegard Mousasi –  Thiago Santos

zwycięstwo Mousasiego przez KO (podbródkowy) runda 1, 4:32.
- Waga lekka:   Jim Miller –  Takanori Gomi

zwycięstwo Millera przez TKO (uderzenia w parterze) runda 1,  2:18.

## Nagrody bonusowe
Wymienieni poniżej zawodnicy otrzymali dodatkową nagrodę w wysokości 50 000 USD:
- Występ wieczoru →  Amanda Nunes,  Gegard Mousasi,  Cain Velasquez,  Joe Lauzon

## Statystyki
Gala wygenerowała zysk z bramki w okolicach10 700 000 USD, co jest aktualnie rekordową sumą uzyskaną podczas zawodów MMA w Stanach Zjednoczonych. Liczba zakupionych pakietów pay per view wyniosła natomiast ok. 1,2 mln.
Brock Lesnar za pojedynek z Markiem Huntem, otrzymał rekordową gażę w wysokości 2,5 miliona USD. Wcześniej największa wypłata jaką otrzymał zawodnik MMA wynosiła 1 milion USD, którą otrzymał Irlandczyk Conor McGregor po UFC 196.